# The Painted Lady
The Painted Lady és una pel·lícula muda de la Biograph dirigida per D. W. Griffith i protagonitzada per Blanche Sweet. L'actriu, amb només 16 anys interpretava la germana gran, mentre que Madge Kirby, que ja en tenia 28 interpretava la germana petita. Es va estrenar el 24 d’octubre de 1912.

## Argument
La filla gran sempre ha estat la preferida del seu pare per la seva adhesió als seus rígids preceptes. La filla petita és més aviat alegre i frívola, encara que de manera innocent, i horroritza la seva germana gran quan aquesta la sorprèn empolvorant-se i pintant-se la cara. En retreure-li el fet, la petita exclama: "Bé, ho has de fer si vols ser atractiva". Això es demostra després a la sortida de l'església quan la germana petita està envoltada d'una sèrie d'amics mentre que la gran passa completament desapercebuda. Tot i això a la fira del gelat d'aquell dia apareix un desconegut que fa veure que se sent atret per la ella, fent que se senti sorpresa i afalagada. L'home és un lladre i vol guanyar-se la confiança de la noia per conèixer els assumptes monetaris del pare i robar la casa. Es difressa i es tapa la cara amb un mocador i entra per una finestra que ha deixat oberta la noia. En aquell moment es descobert per la germana gran que no el reconeix i l'encanona amb una pistola. Es produeix una lluita per aconseguir la pistola i aquesta es dispara i el mata. Traumatitzada en descobrir que el lladre és el seu estimat la noia embogeix. A partir d'aquell moment surt de la casa i simula que es retroba amb el seu seductor al lloc on es van conèixer. Al final, un dia decideix maquillar-se i en la darrera entrevista imaginària mor en contemplar-se la cara amb un mirallet.

## Repartiment
- Blanche Sweet (la germana gran)
- Madge Kirby (la germana petita)
- Charles Hill Mailes (el pare
- Kate Bruce (la mare)
- Joseph Graybill (el foraster)
- William J. Butler (el capellà)
- Lionel Barrymore (a la fira del gelat)
- Elmer Booth (a la fira del gelat)
- W. Christy Cabanne (a la fira del gelat)
- Harry Carey (a la casa)
- Josephine Crowell
- Gladys Egan (nena petita)
- Dorothy Gish (a la fira del gelat)
- Lillian Gish (a la fira del gelat)
- Charles Gorman (treballador)
- Robert Harron (a la fira del gelat)
- W. E. Lawrence (nen amb el gos)
- Walter P. Lewis (a la fira del gelat)
- Walter Miller (a la fira del gelat)
- Jack Pickford (a la fira del gelat)
- Henry B. Walthall (a la fira del gelat)